# リリィピチュー
リリィピチュー（LilyPichu、本名 : Lily Ki、1991年11月20日 -) は、韓国系アメリカ人のシンガーソングライター、ミュージシャン、声優、YouTuber、インターネットセレブリティ。オフラインTVの会員。

## 出演作品

### アニメ
- トニカクカワイイ
- カードファイト!! ヴァンガード
- D4DJ First Mix (大鳴門むに)

### ゲーム
- クッキーラン: キングダム (オニオン味クッキー)
- 原神 (早柚)